# Rettungshund
Als Rettungshund (auch Suchhund) wird ein speziell ausgebildeter Haushund bezeichnet, der eine Rettungshundeprüfung erfolgreich absolviert hat; diese Prüfung setzt i. d. R. eine ebenfalls erfolgreich abgeschlossene Begleithundeprüfung voraus. Ein Rettungshund arbeitet immer mit seinem Hundeführer (dem Rettungshundeführer, RHF) zusammen im Team (das Rettungshundeteam, RHT). Eine organisierte Einheit von mehreren Teams wird als Rettungshundestaffel (RHS), Rettungshundezug (RHZ), Schnelleinsatzgruppe Rettungshunde (SEG-RH), biologische Ortung (THW) und Facheinheit Rettungshunde-Ortungstechnik (RHOT) (Feuerwehr) bezeichnet. Auch die Bezeichnung Suchhundstaffel ist üblich. Solche Einheiten werden ausgebildet, geprüft und eingesetzt von verschiedenen Hilfs- und Rettungsorganisationen wie dem Arbeiter-Samariter-Bund (ASB), Bundesverband Rettungshunde e. V. (BRH), Bundesverband zertifizierter Rettungshundestaffeln (BZRH), Bundesarbeitsgemeinschaft Rettungshundeführender Vereinigungen (BAG-RHV), Deutscher Rettungshundeverein (DRV), Deutsches Rotes Kreuz, Johannitern, Maltesern, Technisches Hilfswerk, aber auch bei der Feuerwehr, der Deutschen Lebens-Rettungs-Gesellschaft (DLRG) und in privaten Staffeln.
In Österreich gibt es Rettungshundestaffeln des Roten Kreuzes, des Österreichischen Arbeiter-Samariter-Bundes, des Grünen Kreuzes und die speziellen Organisationen Österreichische Rettungshundebrigade ÖRHB, die Österreichische Suchhundehundestaffel und die Rettungshunde Niederösterreich. Auch einige Feuerwehren und Bergrettungen verfügen über Rettungshunde.

## Geschichte

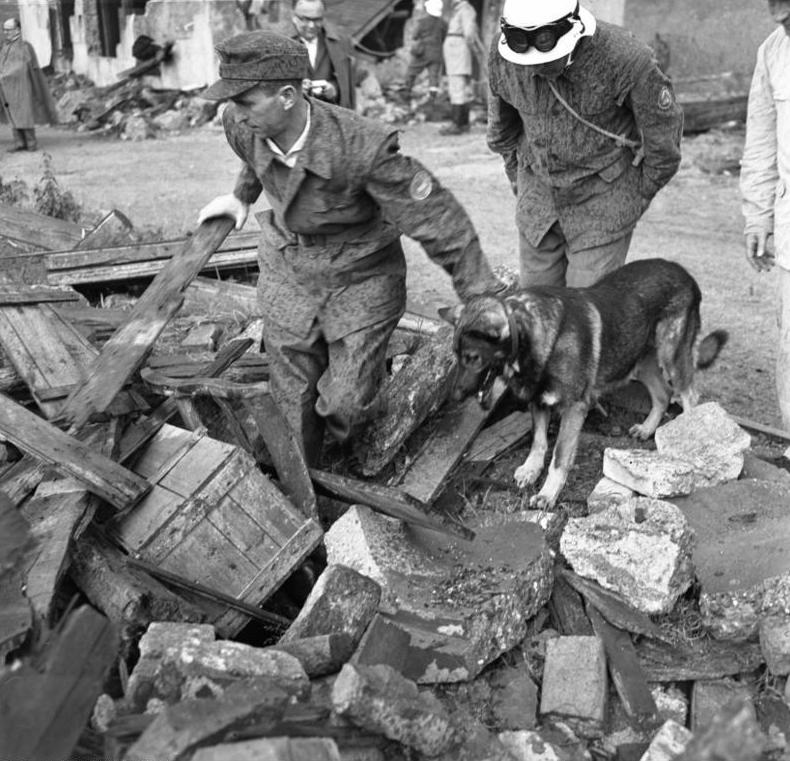
Ausbildung an der Bundesluftschutzschule Waldbröl

Obwohl der Hund bereits seit Jahrtausenden Haustier, Helfer und Begleiter des Menschen ist, sind Rettungshunde eine recht moderne Erscheinung. Es finden sich in der Geschichte zwar immer wieder Fälle, in denen Hunde Menschenleben gerettet haben, aber systematisch genutzt wurden diese Fähigkeiten erst im 19. Jahrhundert.
Im Hospiz auf dem Grossen St. Bernhard züchteten die Mönche seit Mitte des 17. Jahrhunderts eigene Hunde, die ersten Bernhardiner. Deren Aufgabe war zunächst, den verschneiten Weg zum Hospiz zu finden. Es gibt Berichte von diversen Fällen, in denen diese Hunde verirrte oder im Schnee verschüttete Menschen zum Kloster führten und ihnen damit das Leben retten. Allein der Hund Barry soll zwischen 1800 und 1812 über 40 Menschen das Leben gerettet haben.
Die Bernhardiner bildeten allerdings zunächst eine Ausnahme. Erst der Krieg gab einen Anstoß für die weitere Entwicklung. Ab 1885 machte man sich in der deutschen Armee Gedanken über den Einsatz von Hunden, zunächst als Melder oder zum Transport von Munition. Der Tiermaler Jean Bungartz begann zusätzlich mit der Ausbildung von Hunden im Sanitätsdienst, die beim Aufspüren verwundeter Soldaten helfen sollten. Dazu gründete er 1890 den Deutschen Verein für Sanitätshunde, der auf freiwilliger Basis die Verantwortung für die Ausbildung der Sanitätshunde übernahm. Die Kosten für Ausbildung und Unterhalt wurden von der Armee getragen, die Durchführung lag aber allein bei Privatleuten.
1903 veröffentlichte Hauptmann im Generalstab, Berdez in Bern die Anleitung zur Dressur und Verwendung des Sanitätshundes, in der auch ein Bild des o. a. Jean Bungartz enthalten ist.
Besondere Förderung gab es darüber hinaus für die Kriegshunde nicht. 1911 verfügte das Kriegsministerium sogar deren vollständige Abschaffung. Mit dem Ausbruch des Ersten Weltkrieges erfuhr das Sanitätshundewesen aber einen deutlichen Aufschwung. Während es am Anfang des Krieges nur knapp ein dutzend Sanitätshunde gab, erhöhte sich diese Zahl im Verlauf des Krieges auf über 4000, die auf freiwilliger Basis von Privatleuten und Züchtern oft leihweise rekrutiert wurden.
Im Mai 1915 wurde das Sanitätshunde-Ersatzdepot Fangschleuse bei Berlin errichtet. Dessen erster Leiter wurde Paul Böttger, ein Mitarbeiter von Konrad Most. Ein Jahr später wurden zwei weitere Depots eröffnet. Insgesamt dienten über 30.000 Hunde als Wächter, Melder oder Sanitätshunde. Weniger als 10 % von ihnen kehrten nach dem Krieg zu ihren Eigentümern zurück.
Im Krieg wurden die Ausbildungsmethoden weiterentwickelt und das Interesse an der Weiterführung der Sanitätshundearbeit geweckt. Das gesamte Hundewesen in Deutschland nahm einen Aufschwung, der größtenteils von Privatleuten getragen wurde. Die Ausbildung von Sanitätshunden blieb aber weiter beim Militär. 
Eine Entwicklung hin zu den zivilen Rettungshunden gab es hingegen in der Schweiz, wo Ferdinand Schmutz 1940 mit der systematischen Ausbildung von Lawinenhunden begann.
Im Zweiten Weltkrieg war der Bedarf an Hunden wesentlich höher als im Ersten: An allen Fronten waren über 200.000 Hunde im Einsatz, von denen alleine auf der deutschen Seite 25.000 im Krieg starben. Der Bedarf an Hunden war so groß, dass die Besitzer geeigneter Tiere kurzerhand von der Wehrmacht enteignet wurden.
Es gab nun im Wesentlichen zwei Typen von Hunden: Der Flächensuchhund, der verwundete Soldaten aufstöbern sollte und der Lawinenhund. In den letzten Jahren des Zweiten Weltkriegs entwickelte sich außerdem der Trümmerhund. Die Entwicklung begann zunächst mit Zufällen, als man bemerkte, wie Hunde wiederholt Menschen unter den Trümmern zerbombter Häuser aufspürten. Ab Oktober 1944 setzte man mehrere dieser Hunde, zunächst noch ohne spezielle Ausbildung, für die Suche in den Trümmern ein. Dabei wurden von vier Hunden 35 Menschen lebend gefunden.
Nach dem Zweiten Weltkrieg verbreitete sich die Idee des Trümmerhundes auch außerhalb Englands und man machte sich Gedanken über die planmäßige Ausbildung solcher Hunde. In der Bundesrepublik Deutschland übernahm zunächst der Bundesluftschutzverband (BLSV) in Zusammenarbeit mit der Arbeitsgemeinschaft der Zuchtvereine und Gebrauchshundeverbände (AZG) die Ausbildung von Rettungshunden. Es war vorgesehen, jedem Selbstschutzzug einen Rettungshund zuzuordnen. Als 1968 der BLSV in Bundesverband für den Selbstschutz (BVS) umbenannt und umstrukturiert wurde, bedeutete dies das Ende für die Selbstschutzzüge und damit vorläufig auch für die Rettungshunde.
Wiederum in der Schweiz begann man ab 1968 die Arbeit mit Katastrophenhunden. 1972 wurde vom Schweizerischen Verein für Katastrophenhunde eine Ausbildungsanleitung herausgegeben. Nach und nach entwickelte sich auch in der Öffentlichkeit ein Bewusstsein für Rettungshunde. Man erkannte, dass gut ausgebildete Hunde und Führer ein wertvolles Hilfsmittel bei der Ortung vermisster und verschütteter Personen darstellen, auch in Friedenszeiten, beispielsweise bei Bränden, Flugzeugabstürzen, Zugunglücken oder Erdbeben. Insbesondere die erfolgreichen Rettungshundeeinsätze bei Erdbeben 1967 in Italien, 1977 in Rumänien und 1980 in Algerien verstärkten das Vertrauen in die Hunde.
Es herrschte bei den zuständigen Behörden in der Bundesrepublik Deutschland dennoch eine gewisse Technikgläubigkeit vor und man glaubte, mit teuren Ortungsgeräten wesentlich effektiver arbeiten zu können, als mit Hunden. Es waren wiederum Privatleute, die dann (oft als Fortsetzung ihrer Tätigkeit im BLSV/BVS) weiterhin Arbeit mit Rettungshunden betrieben. Die Verantwortung für den Katastrophenschutz lag bei den Ländern und es stand den diversen Rettungshundestaffeln, die sich mittlerweile selbstständig gegründet hatten, frei, sich einer Hilfsorganisation anzuschließen, beispielsweise Technisches Hilfswerk, Feuerwehr oder diversen Sanitätsorganisationen. Außerdem wurden private Vereine für die Rettungshundearbeit gegründet.
Aus dem Baden-Württembergischen Rettungshunde-Verband ging 1981 der Bundesverband für das Rettungshundewesen e. V. hervor.
Im Iran, wo Hunde aus religiösen Gründen eigentlich als unrein gelten, werden Rettungshunde seit dem Erdbeben von Bam 2003 zugelassen und vom iranischen Roten Halbmond eingesetzt.

## Einsatzschwerpunkte
Aufgrund des gut ausgeprägten Geruchssinnes des Hundes ist es möglich, mit relativ wenig Personal (=Rettungshundeteams) ein relativ großes Gebiet in ausreichend kurzer Zeit abzusuchen.
Neben den „klassischen“ Einsätzen bei der Suche nach Verschütteten, z. B. nach Erdbeben oder Lawinenabgängen, werden Rettungshunde auch bei der Suche nach einzelnen vermissten Personen eingesetzt.

### Flächensuche
Bei der Flächensuche muss das Team im unwegsamen Gelände oder in großen Waldflächen auch nach vermissten Personen suchen und für diese medizinische Hilfe in die Wege leiten. Die Hunde werden dabei so ausgebildet, dass sie ein Gelände auf menschliche Witterung hin durchstöbern. Von den Hunden müssen dabei Personen angezeigt werden, die sitzen, kauern, liegen oder laufen. Der Hund hat dabei drei Anzeigemöglichkeiten in der Fläche:
Beim Verbellen bellt der Rettungshund so lange bei der gefundenen Person, bis sein Hundeführer bei ihm ist. Dies hat den Vorteil, dass der Hundeführer den Bell-Lauten folgen kann.
Beim Bringseln nimmt der Hund an der gefundenen Person ein so genanntes Bringsel auf, läuft zu seinem Hundeführer zurück und führt diesen zu der Person;
Beim Freiverweisen hat der Hund kein Bringsel, sondern zeigt am Hundeführer ein spezielles Verhalten, und führt wiederum zurück. Das Rückführen kann dabei an der Leine geschehen, oder der Hund pendelt zwischen Hundeführer und gefundener Person, bzw. läuft immer ein Stück Richtung Versteckperson, und wartet dabei auf den Hundeführer.
Typische Einsätze sind beispielsweise die Suche nach vermissten Kindern oder verwirrten älteren Personen. Rettungshundestaffeln werden jedoch in der Regel nicht bei einem vermuteten Verbrechen (z. B. Suche nach einem Mordopfer) eingesetzt.
Hunde, die eine Flächensuche durchführen, müssen ggf. auch ungehorsam sein, um einer Spur zu folgen oder ein Opfer zu melden, mit dem der Hundeführer nicht rechnet.

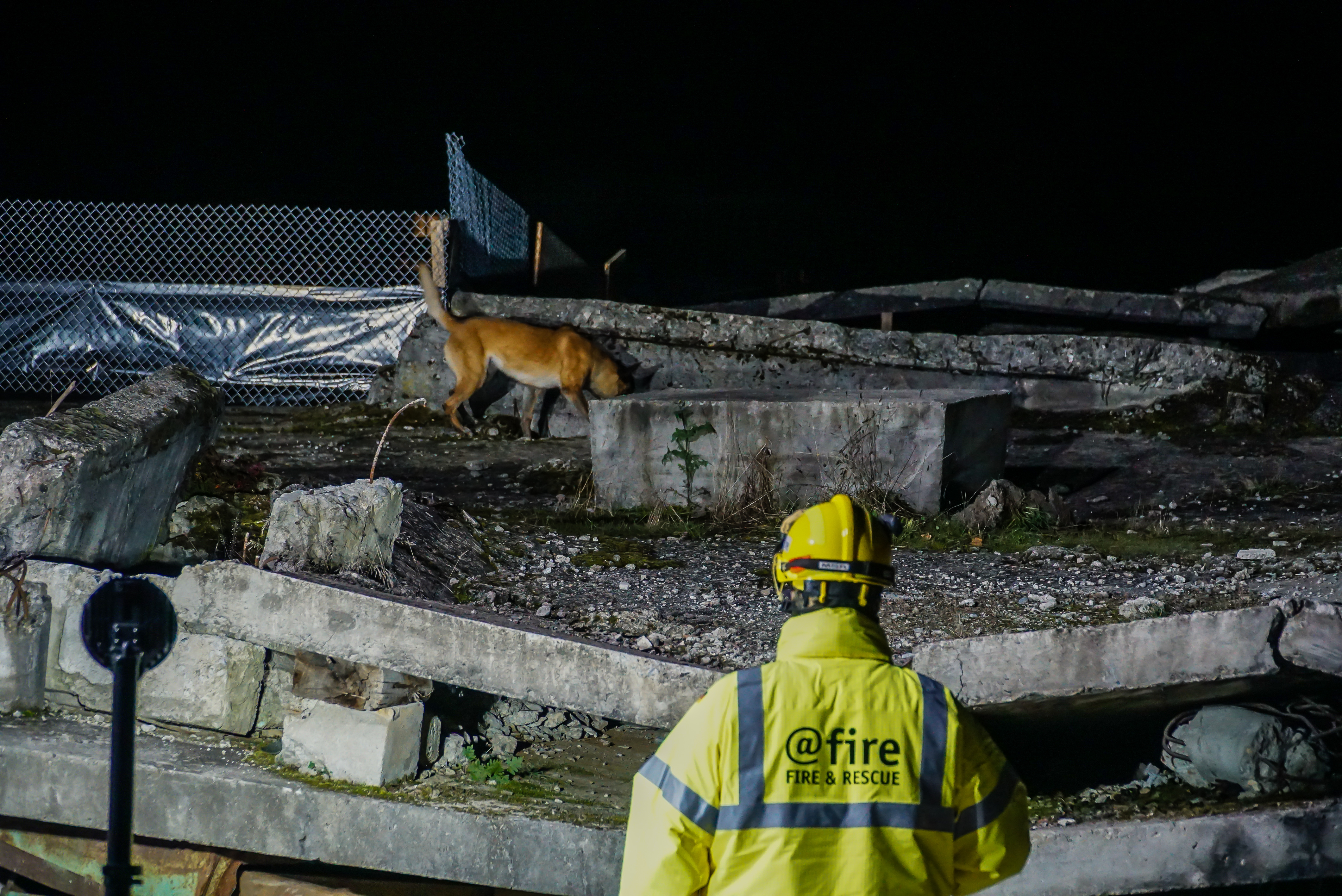
Trümmersuchhund während der biologischen Ortung

### Trümmersuche

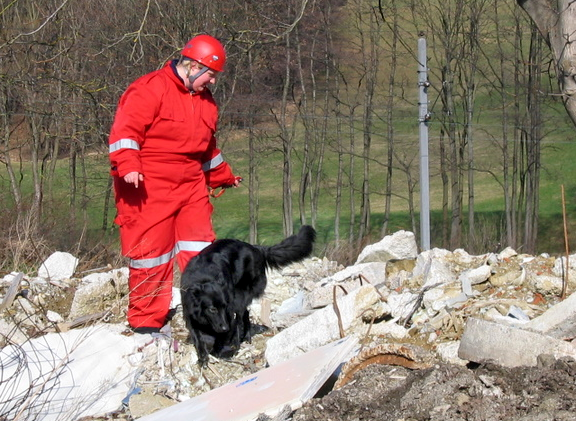
Trümmersuchhund bei einer Übung

Die Arbeit als Trümmersuchhund (auch Trümmerhund) zählt zu den schwierigsten Formen der Rettungshundearbeit; der Katastrophenhund muss die menschliche Witterung aus einer Vielzahl anderer Gerüche herausfiltern und Opfer auffinden, die unter meterdicken Trümmerschichten begraben sein können; der Hund zeigt seinen Fund dann durch Verbellen oder Scharren an. Um Fehler zu vermeiden, wird die Suche wenn möglich mit einem zweiten Hund wiederholt. Einsätze in ausländischen Katastrophengebieten erfordern eine außerordentlich hohe Disziplin und Belastbarkeit von Hund und Führer; viele ausgezeichnete Rettungshundeteams eignen sich nicht für diese Arbeit. Typische Einsätze finden beispielsweise statt nach Gasexplosionen oder in Erdbebenkrisengebieten.

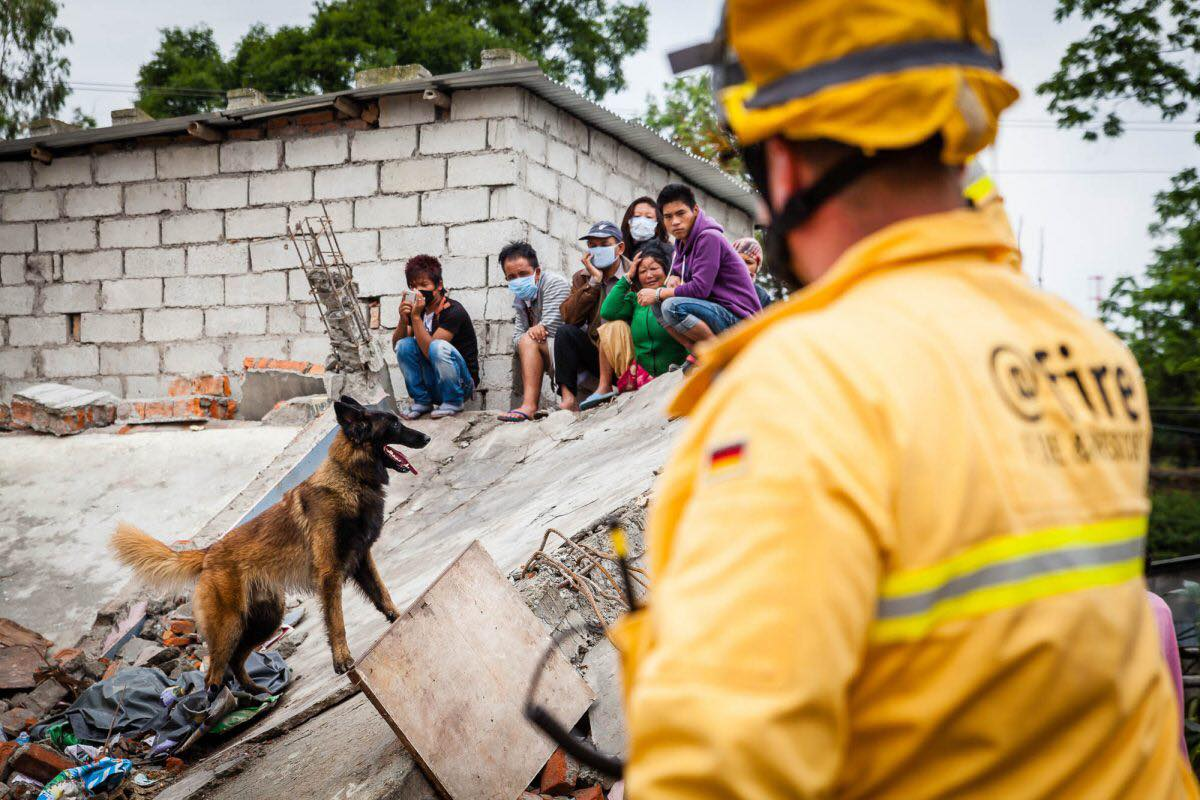
Trümmersuchhund nach dem Erdbeben in Nepal

### Lawinensuche

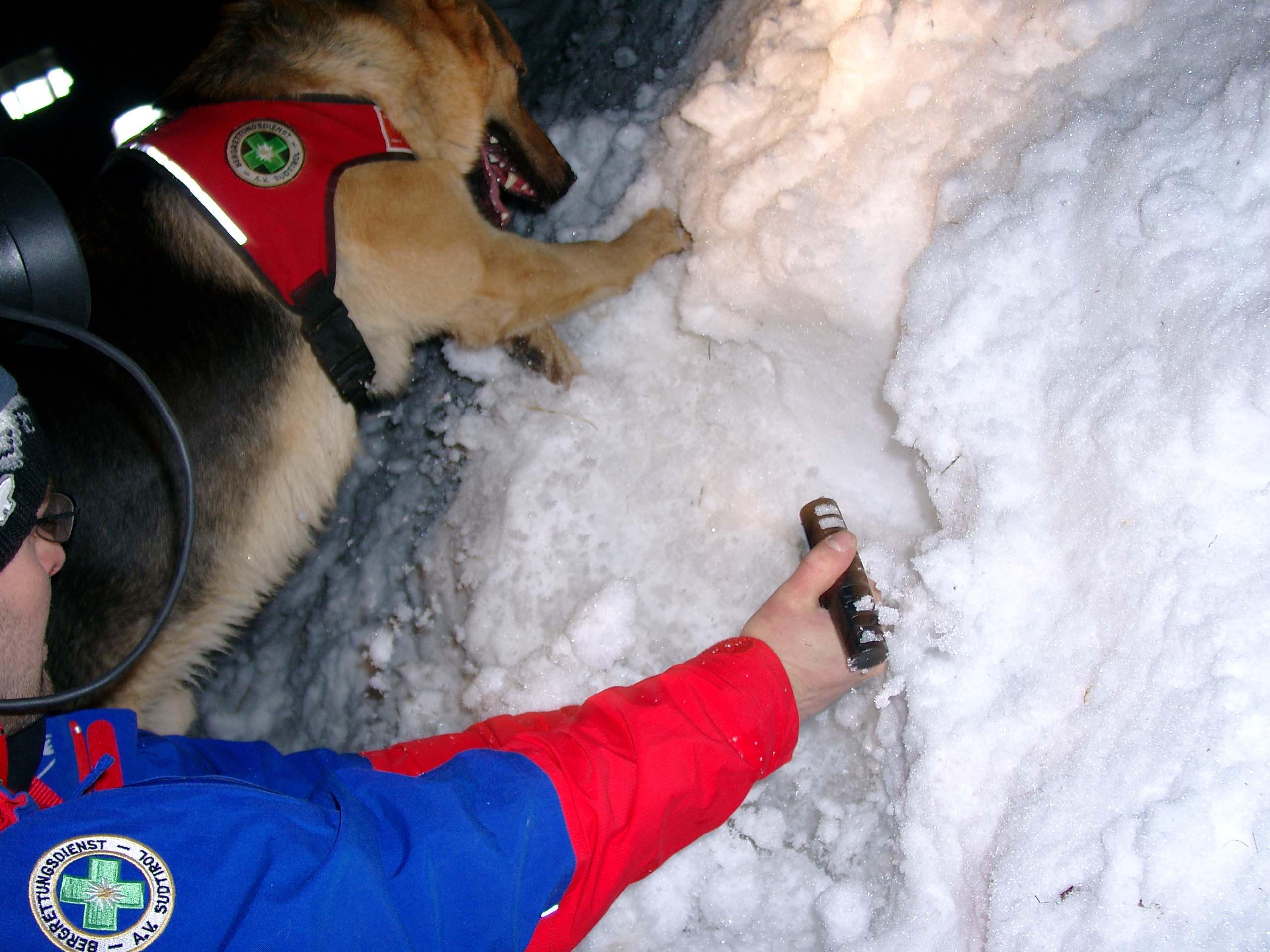
Lawinenhund bei der Arbeit

Nach dem Abgang von Lawinen verschüttete Personen können durch Lawinensuchhundeteams unter dem Schnee gesucht werden. Trotz des technischen Fortschrittes durch Geräte wie z. B. LVS oder RECCO sind Lawinenhunde manchmal die einzige und (dann) auch die beste Möglichkeit Verschüttete schnellstmöglich zu orten. Deshalb absolvieren Lawinenhundeteams mancherorts in den Wintermonaten täglich Bereitschaftsdienste, damit im Ernstfall immer 1–2 Teams umgehend auf den Lawinenkegel geflogen werden können. Diese Art der Sucharbeit ist für Hund und Führer sehr aufwendig und belastend. Da er als einer der Ersten am Einsatzort eintrifft, muss der Hundeführer über umfangreiche Kenntnisse in Abklärung, Gefahreneinschätzung und Einsatzabläufen verfügen. Der Hund darf sich nicht von anderen Hunden, Sondierketten, LVS-Suchteams und anderen störenden Einflüssen ablenken lassen.
Lawinensuchhundeteams sind in Deutschland nicht in Rettungshundestaffeln organisiert, sondern gehören meist der Bergwacht an und haben sich spezialisiert.

### Wasserrettung

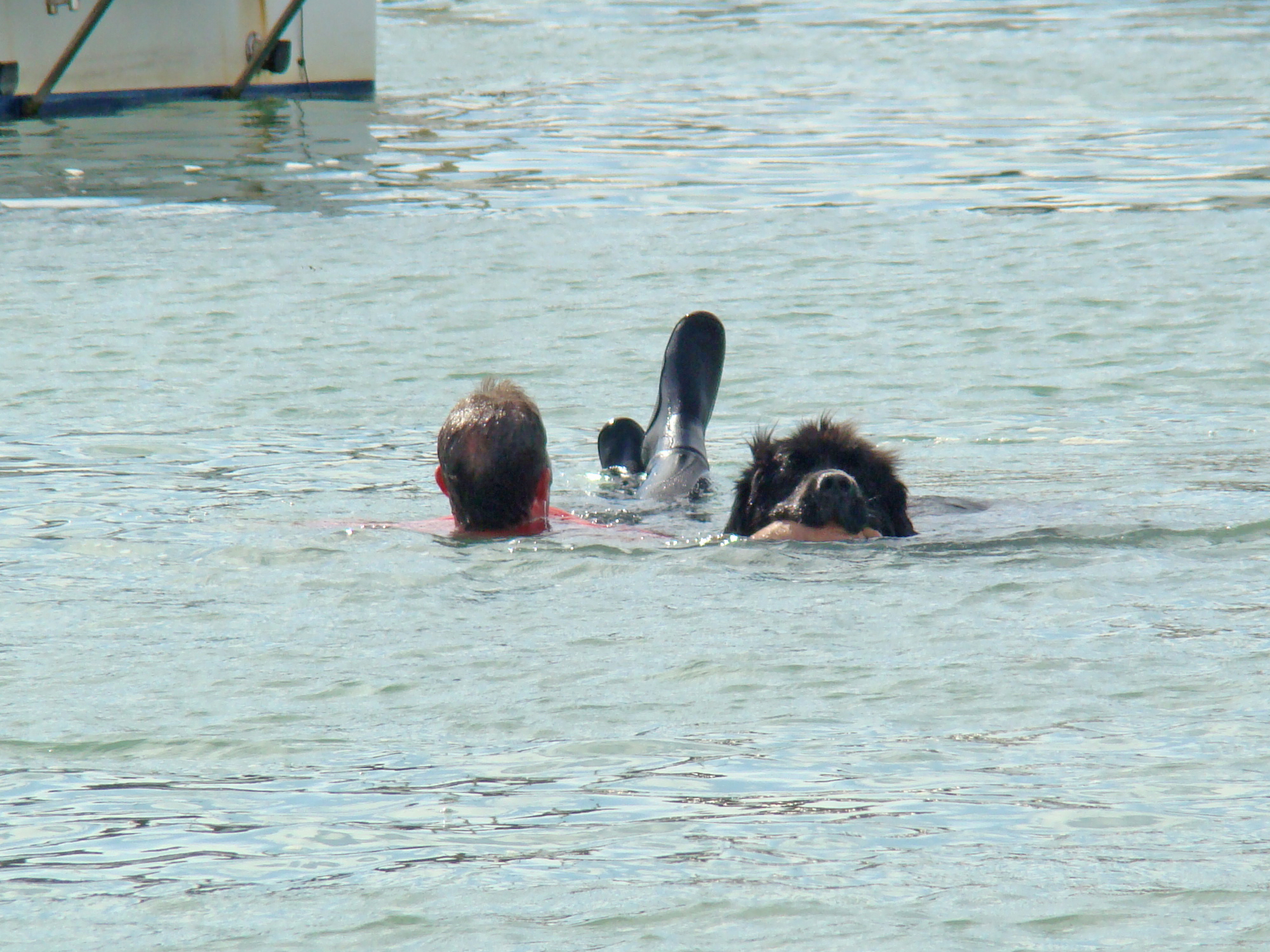
Neufundländer bei einer Wasserrettungsübung

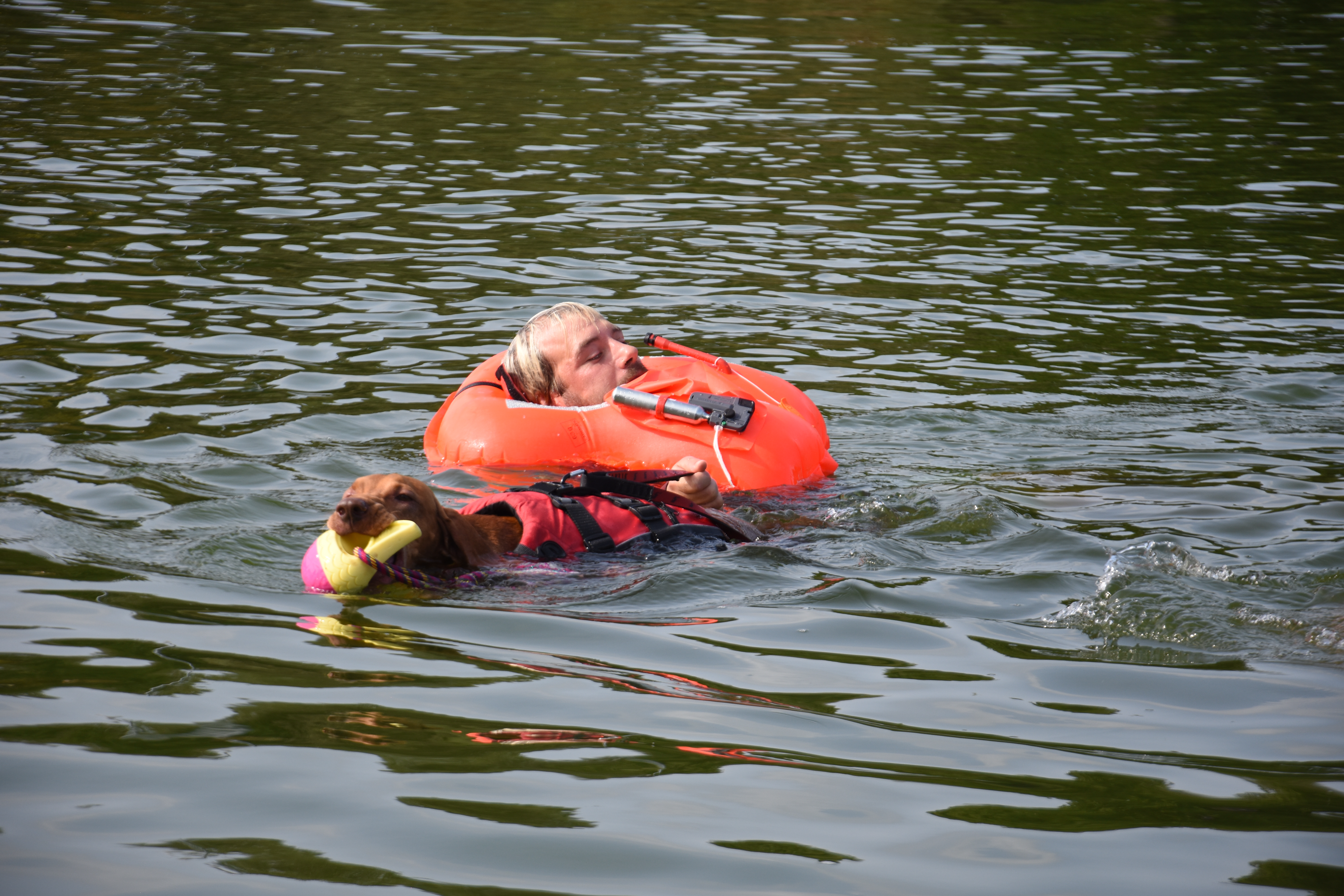
Ein Wasserrettungshund schleppt ein Opfer ab

Bei der Wasserrettung werden häufig so genannte „Wasserhunde“, wie Landseer eingesetzt, aber auch viele andere Rassen sind geeignet. Die Hunde schwimmen dabei in einem speziellen Geschirr zum Opfer und bieten ihre Hilfe an, das Opfer kann sich dann am Geschirr festhalten und sich ziehen lassen. Ist das Opfer bewusstlos, fasst der Hund den Arm oder die Hand der Person und zieht sie an Land. Eine weitere Variation kann das Heranbringen eines Rettungsschwimmers sein, der die Person erstversorgt und sich dann zusammen mit dieser vom Hund ans Ufer bringen lässt. Das setzt aber voraus, dass das Team vor Ort ist, wodurch das Einsatzspektrum eingeschränkt ist.

### Mantrailing
Das Mantrailing ist ein Spezialgebiet des Rettungshundewesens. Im Gegensatz zum Fährtensuchhund, folgt der Hund nicht Bodenverletzungen, sondern dem Individualgeruch eines bestimmten Menschen. Die Suche beginnt an dem letzten vermuteten Aufenthaltsort der Person, bevor diese verschwand. Dem Mantrailer wird an dieser sogenannten Abgangsstelle ein Geruchsgegenstand angeboten (z. B. von der vermissten Person getragene Wäsche). Daraufhin verfolgt der Mantrailer die Spur, egal ob in der Großstadt oder auf dem Land. Mantrailing wird zurzeit in Deutschland zunehmend populär, jedoch gibt es in Deutschland kaum erfahrene Ausbilder und es werden erst wenige Hunde im Ernstfall eingesetzt.

### Leichensuche
Auch dieses Fachgebiet ist keine originäre Rettungshundearbeit (Rettung = Wiederherstellen und Stabilisieren der vitalen Funktionen eines Lebewesens). Leichensuche soll im Allgemeinen eine rein forensische Tätigkeit sein. Das heißt, die Leichensuche dient ausschließlich der Aufklärung von Straftaten. Dieses ist aber nicht richtig. Alle Angehörigen eines Opfers haben das Recht, es auch zu beerdigen und das Recht sich verabschieden zu können. Auch bei Suiziden, bei denen der Einsatz von Rettungshunden vermutlich zu spät käme (um zu retten), ist der Einsatz von Leichensuchhunden sicherlich sinnvoll. Die Leichensuche dient auch dem Gesundheitsschutz in Katastrophengebieten, da sich mit jeder nicht gefundenen Leiche die Seuchengefahr erhöht. Leichensuche in Deutschland wird nur von der Polizei und sehr wenigen Privatpersonen betrieben.

### Wasserortung

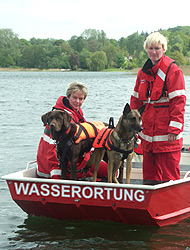
Wasserortungsboot mit Rettungshunden im Einsatz (BRH Schleswig-Holstein)

Taucher und Rettungskräfte stehen bei einem Ertrunkenenfall immer wieder vor den gleichen Schwierigkeiten: mit relativ wenigen zur Verfügung stehenden Kräften muss ein Gebiet abgesucht werden, das – wenn überhaupt – meist nur sehr vage von Augenzeugen beschrieben werden kann. Zudem steht ihnen für die Arbeit unter Wasser hierfür nur ein begrenzter Zeitraum zur Verfügung.
Die Wasserortung (Wassersuche) ist eine Form der Leichensuche und gehört somit nicht direkt zur Rettungshundearbeit. Wasserortungshunde suchen schwimmend oder vom Boot aus nach menschlichem Geruch, der aus dem Wasser aufsteigt. Dabei sind bereits Ortungstiefen von 50 und mehr Metern beschrieben worden. Es liegt in der Natur der Sache, dass Wasserortungsteams nicht in den ersten Minuten nach einem Unfall eingesetzt werden können (Alarm- und Anrückzeit), deshalb wird meistens nur tot gefunden.

## Anforderungen
Grundsätzlich ist jeder gesunde, menschenfreundliche und aufgeschlossene Hund geeignet für die Arbeit als Rettungshund. Folgende spezielle Anforderungen gelten:

### Anforderungen an den Rettungshundeführer
- Hoher Zeitaufwand: Der Rettungshundeführer muss viel Freizeit und Engagement einbringen; die Rettungshundearbeit ist daher nur bedingt geeignet für regulär Werktätige. Allein die Ausbildung und das regelmäßige Training können bis zu 12 Stunden pro Woche in Anspruch nehmen. Je nach Verband ist die Teilnahme an Rettungsaktionen in einem gewissen Rahmen freiwillig, es gilt jedoch i. d. R. als unerwünscht, sich und seinen Hund ausbilden zu lassen und dann nicht an Einsätzen teilzunehmen.
- Anspruch: Der Rettungshundeführer muss Interesse an einer sinnvollen Aufgabe mitbringen, die er gemeinsam mit seinem Hund ausführt; die Rettungshundearbeit ist primär eine meist ehrenamtliche Hilfs- und Rettungstätigkeit, kein Hundesport um das Tier zu beschäftigen.
- Körperliche und geistige Voraussetzungen: Der Rettungshundeführer muss sowohl körperlich als auch geistig fit und leistungsbereit sein; das schließt bis zu einem gewissen Grad der Belastung sehr junge und sehr alte Hundeführer aus. Der Hundehalter muss darüber hinaus ein hohes Verantwortungsbewusstsein für seine Arbeit mitbringen.
- Alter: Voraussetzung für die Teilnahme an Einsätzen eines Rettungshundezuges ist die grundsätzlich die Volljährigkeit, also die Vollendung des 18. Lebensjahrs. Unter Berücksichtigung der typischen Ausbildungsdauer eines Rettungshundeteams (ca. 2 Jahre) werden aktive Mitglieder in der Regel ab dem vollendeten 16. Lebensjahr aufgenommen.

### Anforderungen an den Hund
- Alter: Der Hund sollte bei Ausbildungsbeginn idealerweise 6–12 Monate alt sein. (maximal etwa zwei Jahre)
- Wesen: Erwartet wird vom Hund die so genannte Wesensfestigkeit; das Tier darf keine Aggression oder extreme Ängstlichkeit gegen Menschen oder Tiere zeigen.
- Körperliche Voraussetzungen: Der Hund sollte eine mittlere Größe und ein nicht zu hohes Körpergewicht aufweisen.
- Hunderassen: Den typischen Rettungshund gibt es nicht. Geeignet sind grundsätzlich alle leistungswilligen und leistungsstarken, aufgeschlossenen und nicht zu schweren Hunde, wenn sie körperliche Gesundheit, Gewandtheit, Nervenstärke, Lernfreude sowie Freundlichkeit gegenüber Menschen und Artgenossen mitbringen. Am häufigsten werden Gebrauchshunderassen eingesetzt, dies ist aber keine zwingende Voraussetzung. Sehr kleine (z. B. Yorkshire-Terrier) oder sehr große Rassen (z. B. Deutsche Doggen) sind keine typischen Rettungshunde, die Rasse oder Körpergröße ist jedoch bei den meisten Hundestaffeln kein explizites Ausschlusskriterium. Auch beispielsweise die als schwer erziehbar geltende nordische Hunderasse der Samoyeden kann unter einem konsequenten Rettungshundeführer erfolgreich als Rettungshund eingesetzt werden.

### Anforderungen für Auslandseinsätze
Für die Koordination von Einsatzgruppen für Auslandseinsätze bei Erdbeben ist UN-OCHA , das Amt der Vereinten Nationen für die Koordinierung humanitärer Angelegenheiten – United Nations Office for the Coordination of Humanitarian Affairs zuständig. Die Einsatzgruppen sind logistisch unabhängig (Suche, Rettung, Bergung, Medizin, Logistik) und werden nach den Richtlinien des UN-OCHA ausgebildet und überprüft. Grundlegend dazu sind die INSARAG-Guidelines der International Search And Rescue Advisory Group der Vereinten Nationen, die die offiziellen Hilfsteams zertifiziert.
Diese Richtlinien (s. o.) sind für alle Einheiten weltweit gleich und werden regelmäßig überprüft. Zugelassene Einheiten aus der Bundesrepublik Deutschland sind:
- THW SEEBA – Technisches Hilfswerk Deutschland (Federal Agency/Bundesagentur)
- ISAR GERMANY – International Search And Rescue Germany e. V.
- @fire - Internationaler Katastrophenschutz e. V.

Fast alle europäischen Länder stellen mindestens eine dieser UN-akkreditierten Kompletteinheiten (UN-OCHA-INSARAG-Task-Forces), die aktuell akkreditierten internationalen Einheiten können über die UN abgefragt werden. Die „Guidelines“ sollen möglichst effektive Hilfe gewährleisten – helfen, keinerlei Spendengelder zu verschwenden, die Teammitglieder vor Überforderung zu schützen (im Rahmen der Fürsorgepflicht) und Katastrophentourismus zu vermeiden.

## Ausbildung

Rettungshunde müssen lernen auch mit schwierigen Untergründen klarzukommen.

### Schnuppertraining
Die Rettungshundeausbildung beginnt in der Regel mit einem so genannten Schnuppertraining, bei dem sich Ausbilder und Team kennenlernen; der Hundeführer kann hier prüfen, ob er und sein Tier für die Arbeit als Rettungshundeteam geeignet ist. Einige Vereine bieten hierfür spezielle kostenpflichtige Kurse mit etwa fünf Terminen an, bei anderen Staffeln nimmt das neue Team gleich am regulären Training teil. Meist werden der Ausbildungsaufbau und die Ausbildungssystematik separat erläutert.

### Grundausbildung
Die Ausbildung selbst enthält eine Reihe von Ausbildungsinhalten für Hund und Halter:
Die Grundausbildung des Hundes umfasst folgende Schwerpunkte:
- Geländegängigkeit: Begehen von glatten und beweglichen Untergründen wie beispielsweise Schutt, Geröll, Blech, Gitterrosten, Komposthaufen, Glas usw.
- Gerätearbeit: Waagerechtes und schräges Begehen von Leitern, Durchkriechen von Röhren, Überqueren einer Wippe usw.
- Gehorsamsarbeit: Fußgehen angeleint und frei, „Sitz“, „Platz, Steh, Tragen des Hundes“, zuverlässiges Heranrufen des Hundes, Ablegen unter Ablenkung, Voraussenden usw.
- Anzeigeübungen: Verbellen, Bringseln, Rückverweisen, Scharren.
- Sucharbeit: Flächensuche und Trümmersuche.

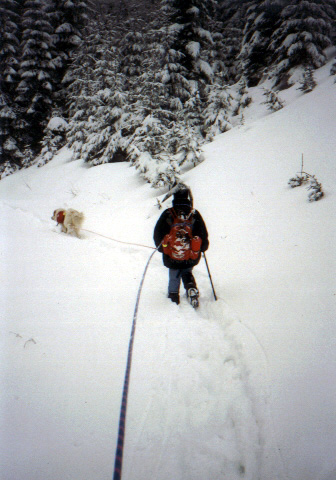
Seilsicherung von Mensch und Hund

Die Ausbildung zum Rettungshundeführer umfasst folgende Schwerpunkte:
- Die Arbeit in und mit der Staffel erfordert grundsätzlich ausgeprägten Teamgeist, Ausgeglichenheit, gute Kondition, Einsatzbereitschaft im Ernstfall und regelmäßiges Training mit dem Hund, um die Leistungsfähigkeit auf dem erforderlichen hohem Stand zu halten.
- Sanitätsdienst-Ausbildung
- Erste Hilfe am Menschen und Hund
- Organisation und Einsatztaktik
- Karten- und Kompasskunde
- Statik, Trümmerkunde und Bergung
- Grundwissen Kynologie
- Lagebeurteilung
- Sprechfunkverkehr
- Suchtechnik des Hundes
- Sicherheit im Einsatz

### Probezeit
Die Probezeit beträgt in der Regel sechs Monate; sie dient sowohl dazu, dass sich der angehende Rettungshundeführer noch einmal den erheblichen Zeitaufwand für die Ausbildung verdeutlicht und die ausbildende Rettungshundestaffel sich über den neuen Hundeführer und Hund einen Eindruck verschaffen kann.
Nach Ablauf der Probezeit müssen Hund und Hundeführer einen Eignungstest ablegen. Bestehen beide Teile des Teams den Test, wird der Hundeführer in die Rettungshundestaffel aufgenommen. Je nach ausbildender Einrichtung verpflichtet er sich mehr oder minder verbindlich, mit seinem Hund für Einsätze der Rettungshundestaffel zur Verfügung zu stehen. Bereits in der Zeit der Ausbildung sind Einsätze als Helfer möglich.